# Reper de Referință Celestă Internațională
Reperul de Referință Celestă Internațională (abr. en. ICRF) reprezintă realizarea Sistemul de Referință Celestă Internațională (abr. en. ICRS) la lungimi de undă din spectrul radio. ICRF creează un cvasi-sistem de referință inerțial centrat în baricentrul Sistemului Solar, ale cărui axe sunt definite prin pozițiile măsurate a 212 surse extragalactice (mai mult quasari) observate folosind interferometria cu bază foarte lungă. Deși relativitatea generalizată sugerează că nu există repere de referință adevărate în jurul corpurilor gravitaționale, ICRF este important deoarece nu prezintă nicio mișcare unghiulară sesizabilă pentru că sursele extragalactice folosite pentru definirea ICRF sunt foarte îndepărtate. ICRF este acum reperul standard de referință folosit pentru definirea pozițiilor planetelor (printre care și Pământul) și altor obiecte astronomice. A fost adoptat de Uniunea Astronomică Internațională la 1 ianuarie 1998. ICRF a avut un zgomot de fond unghiular de aproximativ 250 microarcsecunde (µas) și o stabilitate axială de aproximativ 20 µas; reprezentând o îmbunătățire cu un ordin de mărime față de Catalogul Fundamental (FK5), folosit anterior.
ICRF mai conține și pozițiile a 396 surse adiționale de referință, însă nedefinitorii. Pozițiile acestor surse au fost ajustate în suplimentele ulterioare ale catalogului.
De reținut că, în astrometrie, un reper de referință este realizarea fizică a unui sistem de referință, adică reperul de referință reprezintă coordonatele raportate ale punctelor de date. ICRF are orientare similară cu cea a reperului „J2000.0” din al Cincelea Catalog Fundamental (FK5) în limita (inferioară) a preciziei celui din urmă.
În anul 2009, a fost creat un reper de referință actualizat, ICRF2. Actualizarea a fost o colaborare între Uniunea Astronomică Internațională, Serviciul Internațional pentru Rotația Terestră și Sisteme de Referință, și Serviciul VLBI Internațional pentru Geodezie și Astrometrie. ICRF2 este definit de poziția a 295 surse radio compacte (dintre care 97 definesc și ICRF1).  Incluzând sursele nedefinitorii, acesta cuprinde 3414 de surse măsurate folosind interferometria cu bază foarte lungă (abr. en. VLBI).  ICRF2 are un nivel de zgomot de aproximativ 40 µas și o stabilitate axială de aproximativ 10 µas. Mentenanța ICRF2 se va realiza cu un set de 295 surse care au stabilitate pozițională bună și structură spațială neambiguă. ICRF inițial se numește acum ICRF1.
ICRF3 este în lucru, având planificată data lansării în august 2018.